# Hanlo
Die Marke „Hanlo“ wurde im Frühjahr 2021 von der H 2.0 Fertighaus GmbH übernommen. Sitz des Unternehmens ist in 8010 Graz, Burgring 6/2 (Steiermark). Seit Gründung des Unternehmens im Jahr 1974 wurden mehr als 50.000 schlüsselfertige Fertighäuser ausgeliefert. Hanlo zählt damit zu den führenden Marken in der Fertighausbranche in Österreich und in Deutschland.

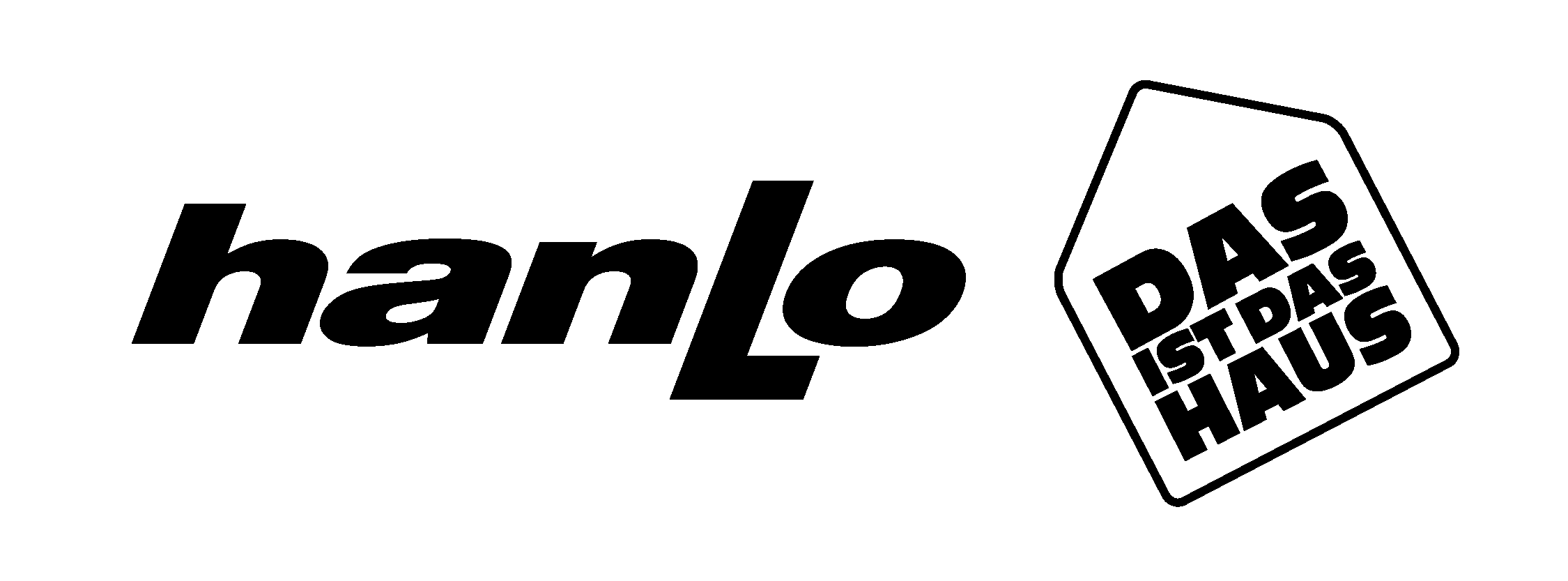

## Geschichte
Gegründet wurde das Unternehmen 1974 von Hanno Loidl in der Steiermark (Graz) mit dem Namen „Hanlo Fertighaus GmbH“. Der Grundstein für die Fertigteilhausfirma wurde bereits 1969 gelegt, als der Firmengründer Hanno Loidl infolge eines schweren Sportunfalls querschnittgelähmt war. Seine körperliche Einschränkung zwang ihn zum Umdenken, vor allem was seine Wohnsituation betraf. Mit Hilfe eines befreundeten Architekten und eines Fertighauspartners entwarf und baute er ein barrierefreies Wohnhaus.
Die deutsche Firma „Hanlo-Haus Vertriebsges. mbH“ wurde 1991, kurz nach der deutschen Wiedervereinigung, von Klaus-Dieter Temler und Wolfgang Küchler gegründet. Auf Basis des österreichischen Konzeptes wurde seit 1991 auch der deutsche Fertighausmarkt bedient.
Im Jahr 2011 verkaufte Gründer Hanno Loidl die Hanlo Fertighaus GmbH an die Green Building Group. Jährlich wurden rund 600 Einfamilienhäuser in Österreich und Deutschland von der Hanlo Fertighaus GmbH gebaut. Damit etablierte sich Hanlo zu einem namhaften Unternehmen in der Fertighausbranche.
Seit 2015 gehört Hanlo Haus zur Elk Fertighaus GmbH und beliefert vornehmlich den österreichischen Markt mit Fertighäusern.
Insgesamt wurden im Laufe von gut 35 Jahren über 50.000 Fertighäuser der Marke Hanlo produziert und ausgeliefert.

## Produktion
Ab 2004 wurden die Häuser für den europäischen Markt mit den Hauptabnehmern in Österreich und Deutschland in Freiwalde, Gemeinde Bersteland im südlichen Brandenburg, gefertigt. 2004 wurde das ehemalige Willco Haus Werk übernommen, saniert und für größere Produktionskapazitäten umgebaut.
Dieses Werk produziert aktuell nicht mehr für die Hanlo GmbH, da Hanlo Deutschland das Werk nicht aus der Insolvenzmasse übernommen hat.
2011 wurde der Fertighaus-Produktionsstandort Ziesar im westlichen Brandenburg übernommen. Nach kurzer Umbauphase startete die Auslieferung von Fertighäusern auch aus diesem Werk. Dieses Werk wurde allerdings nur kurze Zeit genutzt, da es dem damaligen Investor nicht gelang, die Marke Libella wieder zu beleben und so wurde 2014 diese Produktionsstätte wieder veräußert.
Seit 2016 werden die Fertighäuser der Marke Hanlo in Schrems im niederösterreichischen Waldviertel gefertigt.

## Vertrieb
Vertriebszentrale von Hanlo ist in Graz. Seit Beginn 2022 werden keine Musterhäuser mehr betrieben. Die Unternehmensleitung hat sich dazu entschieden, den Vertrieb neu zu konzipieren und zu straffen.